# Michael Schanze
Michael Schanze, né le 15 janvier 1947 à Tutzing, est un acteur, animateur et chanteur allemand.

## Carrière
Il est le fils du chef d'orchestre de télévision Artur Schanze. Il reçoit une instruction musicale dans le Chœur de garçons de Windsbach et apprend aussi le piano. Après son abitur en 1966, il tourne avec son Quarter Deck Combo et se fait repérer par un producteur. En 1968, il apparaît à la télévision dans un télécrochet sur Südwestfunk. Son premier single, Ich bin kein Lord, est un succès qui en précède d'autres : Ich hab dich lieb, Oh wie wohl ist mir, Wer dich sieht, hat dich lieb...
En 1970, il est diplômé de la Hochschule für Fernsehen und Film München et prend des cours de théâtre. Il tient un premier rôle dans Sie nannten ihn Krambambuli.
Il devient aussi animateur de télévision sur Bayerisches Fernsehen puis durant les années 1980, pour l'ARD et la ZDF. Il anime notamment des émissions de variétés, de jeux et pour enfants comme 1, 2 oder 3 (de) de 1977 à 1985.
Pour soutenir l'équipe d'Allemagne de football à la Coupe du monde de football de 1982, il enregistre avec elle Olé Espana qui devient numéro un des ventes. Par la suite, il sort des chansons pour les thèmes et des livres audio ayant pour thème l'éducation routière ou la protection de l'environnement.
Depuis 2002, il joue dans des comédies de boulevard. En 2007, le metteur en scène Hellmuth Matiasek (de) l'appelle pour jouer Astutuli de Carl Orff à l'Abbaye d'Andechs. En 2010, il apparaît dans la série Dahoam is Dahoam. En 2012, il joue dans Un violon sur le toit puis dans Das Feuerwerk à l'opéra de Chemnitz.

## Discographie
- 1968: Ich bin kein Lord
- 1970: Ich hab dich lieb
- 1971: Solang wir zwei uns lieben
- 1971: Wer dich sieht, hat dich lieb
- 1972: Oh wie wohl ist mir
- 1972: Sonntag im Zoo
- 1973: Wo du bist, will ich sein
- 1973: Ich lass dich nie mehr aus den Augen
- 1975: Du hast geweint
- 1975: Hell wie ein Diamant
- 1976: Nie mehr
- 1976: Es ist morgen und ich liebe dich noch immer
- 1977: Ich bin dein Freund
- 1978: Schalt mal dein Herz auf Empfang
- 1978: Sonne scheint in alle Herzen
- 1979: Das Mädchen im Spiegel
- 1982: Olé España
- 1982: Wie ich dich liebe

## Filmographie
- 1971: Außer Rand und Band am Wolfgangsee
- 1972: Sie nannten ihn Krambambuli
- 1972: Die lustigen Vier von der Tankstelle (de)
- 1983: Lass das – ich hass’ das
- 2010: Dahoam is Dahoam (Série TV)

## Source, notes et références
- (de) Cet article est partiellement ou en totalité issu de l’article de Wikipédia en allemand intitulé « Michael Schanze » (voir la liste des auteurs).